# 유랑의 달
《유랑의 달》(일본어: 流浪の月)은 2022년 개봉한 일본의 드라마, 미스터리 영화이다. 이상일이 감독과 각본을 맡았으며, 나기라 유우의 동명 소설이 영화의 원작이다.

## 출연

### 주연
- 히로세 스즈 : 사라사 카나이 역
- 마츠자카 토리 : 푸미 사에키 역

### 조연
- 요코하마 류세이 : 료 나카세 역
- 타베 미카코 : 아유미 타니 역

## 기타
- 원작자: 나기라 유우
- 수입사:  왓챠